# Brum (Fernsehserie)
Brum ist eine britische Fernsehserie von Ragdoll Productions, HiT Entertainment, BBC Television und Discovery Kids, sie wurde am 26. September 1991 das erste Mal auf BBC one ausgestrahlt. Die Firma Ragdoll Productions erlangte zuvor durch die Produktion der Kinderserie Teletubbies weltweite Bekanntheit. Die Serie wurde konzipiert von Peter Curtis, der auch für Moonacre, Fifi und die Blumenkinder und Bob der Baumeister verantwortlich war. Die deutsche Erstausstrahlung war am 30. Juni 2003 auf Super RTL.

## Handlung

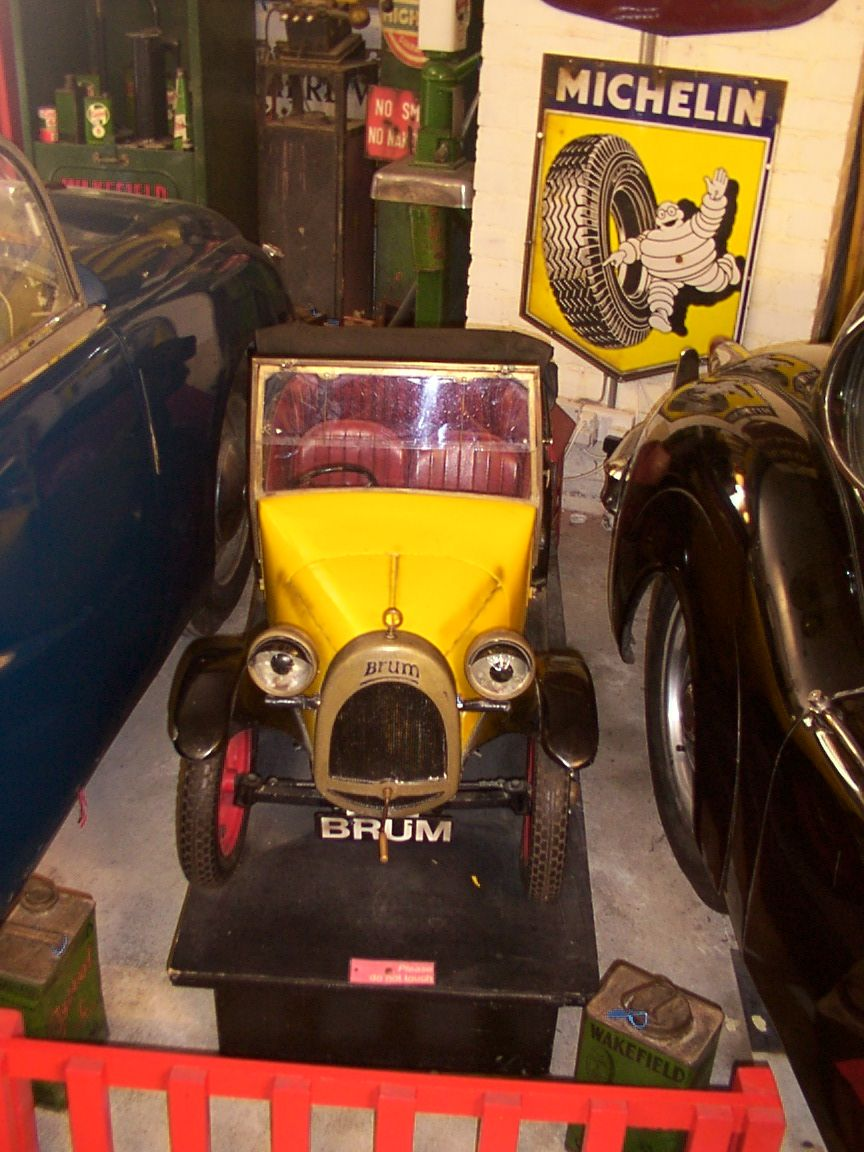
Brum im Cotswold Motoring Museum

Brum ist die Geschichte eines kleinen Replika-Autos, das sich in die Großstadt begibt, sobald sein Besitzer nicht hinschaut, und sich allen möglichen Abenteuern stellt. Jede Episode beginnt und endet auf die gleiche Weise, wobei Brum die anderen Autos im Motormuseum stehen lässt, um Big Town zu erkunden, bevor er schließlich zu seinem Platz zurückkehrt. Jede Serie hat ihre eigene Hintergrundmusik. Von Serie 1–2 war die Titelmusik dieselbe, aber in Serie 2 verwendeten sie verschiedene Instrumente. Ab der Serie 3–5 wurde die Musik jazzig und eine neue Titelsequenz wurde von Nigel P. Harris inszeniert. Der Abspann dieser Serie zeigt das gelbe Auto zusammen mit farbig gekleideten tanzenden Menschen und beinhaltet ein Lied in C-Dur, welches in der deutschen Version mit folgenden Versen beginnt:
Brum, Brum, voll in Fahrt,
Gangsterjäger, Überflieger,
Brum, Brum ist am Start!
Das Auto kann sich auf verschiedene mechanische Arten ausdrücken, darunter das Öffnen und Schließen seiner Türen und der Motorhaube, das Wippen seiner Federung sowie Blinken und Drehen. Die Schauspieler in Brum sprechen nicht – Mimik und ein Off-Screen-Sprecher treiben die Geschichte voran. Es war daher einfach, Folgen für die Ausstrahlung in anderen Ländern zu adaptieren, und die Serie wurde in vielen Teilen der Welt und in vielen Sprachen ausgestrahlt.
Die Geschichten spielen in der englischen Stadt Birmingham. Brum steht nicht nur lautmalerisch für das Motorengeräusch, sondern ist auch die Abkürzung für Brummagem, den alten und noch als Spitznamen gebräuchlichen Namen der Stadt. Obwohl spätere Serien Birmingham nicht direkt erwähnen, sondern es einfach als Big Town bezeichnen, sind in jeder Episode viele der Straßen und Wahrzeichen der Stadt zu sehen.
Die Show wurde von einer Reihe von Autoren geschrieben. Anne Wood schrieb in erster Linie die gesamte erste Staffel, während die zweite von Tom Poole, Dirk Campbell, Andrew Davenport und Morgan Hall geschrieben wurde. An der Serie Teletubbies war Anne Wood ebenso als Schreiberin beteiligt. Die letzten beiden Staffeln von Brum wurden von Nigel P. Harris (5 Episoden) und dem bestehenden Ragdoll-Team geschrieben.
Das Auto selbst – eine Nachbildung eines Austin 7 Chummy Cabrio aus den späten 1920er Jahren – wurde von Rex Garrod entworfen und gebaut. Es befindet sich jetzt im Cotswold Motoring Museum in Bourton-on-the-Water, Gloucestershire, wo auch die Eröffnungs- und Schlusssequenzen der Serie gedreht wurden.